# Illes del Rei Jordi
Les illes del Rei Jordi (en anglès King George Islands i en francès îles du Roi Georges) són un grup d'illes de les Tuamotu a la Polinèsia Francesa. Estan situades al nord de l'arxipèlag, en el camí entre Tahití i les Marqueses. Administrativament, formen la comuna de Takaroa. Consta de tres atols:
- Takaroa, cap de la comuna;
- Takapoto, de forma similar a l'anterior i molt pròxim; i
- Tikei, un antic atol assecat, deshabitat i més allunyat.

Junt amb els atols de la comuna de Manihi formen una de les set àrees lingüístiques del tuamotu anomenada vahitu. A vegades també s'inclouen en el mateix grup geogràfic:
- Ahe, i
- Manihi.

Els dos atols bessons, Takaroa i Takapoto, van ser anomenats King George Islands per l'anglès John Byron, el 9 de juny del 1765, en honor del rei Jordi III del Regne Unit. El nom va ser usat en diferents llengües en els mapes europeus. Havien sigut visitats prèviament pels neerlandesos Le Maire i Schouten, el 1616, i les van anomenar Sondre Grondt Eylandt (illes Sense Fons) perquè no hi van poder ancorar. No es van adonar que eren dues illes i l'errada li va costar al neerlandès Jacob Roggeveen, el 1722, perdre un dels seus vaixells en un dels primers naufragis al Pacífic Sud. Sense adonar-se que eren les mateixes de Le Maire i Schouten, Roggeveen anomena Takapoto com Schadelijk Eiland, l'illa Perniciosa.